# PRODUCE 101 (시리즈)
《PRODUCE 101》(프로듀스 원오원)은 2016년부터 매년 Mnet에서 열리는 아이돌 그룹 선발 오디션 프로그램이다. 이 프로그램에서 시청자를 ‘국민 프로듀서’라고 하는데, 국민 프로듀서의 온라인 투표와 문자 투표에 따라 아이돌 연습생인 참가자들의 합격과 탈락이 결정된다. 진행자는 ‘국민 프로듀서 대표’라고 하며, 참가자들에게 위로와 격려를 하거나 합격 및 탈락 결과를 말하는 역할을 한다. 11-12명의 최종 우승자에게는 새로운 아이돌 그룹으로의 데뷔 기회가 주어진다. 하지만, 2019년 11월 5일 구속된 안준영 PD는 《PRODUCE 101》 모든 시즌의 순위를 조작하였다고 시인하였다.

## PRODUCE 101
《PRODUCE 101》(프로듀스 워너원)은 대한민국의 케이블 방송국 Mnet의 아이돌 서바이벌 프로그램으로, 2016년 1월 22일부터 4월 1일까지 총 11부작으로 방송되었다. 국민 프로듀서 대표는 장근석이 맡았으며, 트레이너로 가희, 김성은, 배윤정, 제아, 치타가 출연하였다. 특정 참가자를 위주로 분량이 몰리는 소위 ‘PD픽’이 존재한다는 논란이 제기되었다. 101명의 참가자 중 우승자는 전소미 등 11명으로, 걸 그룹 아이오아이로 데뷔하여 1년간 활동하였다.
- 최종 우승자: 전소미
- 준우승자: 김세정
- 3-11위: 최유정, 김청하, 김소혜, 주결경, 정채연, 김도연, 강미나, 임나영, 유연정

## PRODUCE 101 (시즌2)
《PRODUCE 101 시즌 2》(프로듀스 워너원 시즌 2)는 대한민국의 케이블 방송국 Mnet의 아이돌 서바이벌 프로그램으로, 2017년 4월 7일부터 6월 16일까지 총 11부작으로 방송되었다. 국민 프로듀서 대표는 보아가 맡았다. 트레이너로 가희와 치타가 지난 시즌에 이어서 출연하였고, 권재승, 던밀스, 신유미, 이석훈이 새로 출연하였다. 101명의 참가자 중 우승자는 강다니엘 등 11명으로, 보이 그룹 워너원으로 데뷔하여 1년 6개월간 활동하였다.
- 최종 우승자: 강다니엘
- 준우승자: 박지훈
- 3-11위: 이대휘, 김재환, 옹성우, 박우진, 라이관린, 윤지성, 황민현, 배진영, 하성운

## PRODUCE 48
《PRODUCE 48》(프로듀스 포티에잇)은 대한민국의 케이블 방송국 Mnet의 아이돌 서바이벌 프로그램으로, 2018년 6월 15일부터 8월 31일까지 총 12부작으로 방송되었다. 국민 프로듀서 대표는 이승기가 맡았다. 이전 시즌과는 다른 방식을 택한 세 번째 시즌은 엠넷이 AKS 소속 AKB48의 프로듀서 아키모토 야스시와 협업하여 한일합작으로 기획되었으며, 데뷔 그룹도 한일을 오가며 활동한다. 트레이너로 치타가 지난 시즌에 이어서 출연하였고, 배윤정, 소유, 이홍기, 최영준, 메이제이 리가 새로 출연하였다. 최종 1위부터 20위까지의 득표수가 상수(445.2178)의 배수인 점 등이 밝혀지면서 엠넷의 득표수 조작 논란을 일으키기도 하였다. 96명의 참가자 중 우승자는 장원영 등 12명으로, 걸 그룹 아이즈원으로 데뷔하여 한국과 일본을 오가며 2년 6개월간 활동한다.
- 최종 우승자: 장원영
- 준우승자: 미야와키 사쿠라
- 3-12위: 조유리, 최예나, 안유진, 야부키 나코, 권은비, 강혜원, 혼다 히토미, 김채원, 김민주, 이채연

## PRODUCE X101
《PRODUCE X 101》(프로듀스 엑스 워너원)은 대한민국의 케이블 방송국 Mnet의 아이돌 서바이벌 프로그램으로, 2019년 5월 3일부터 7월 19일까지 총 12부작으로 방송되었다. 국민 프로듀서 대표는 이동욱이 맡았다. 이전 시즌과 달리 X 포지션, X등급, X 부활전 등이 추가되었고, 최종 데뷔조는 1등부터 10등까지를 선발한 뒤 누적 투표수가 가장 높은 ‘연습생 X’를 추가하여 구성한다. 트레이너로 시즌 2에 출연하였던 권재승, 신유미, 이석훈, 치타가, 시즌 3에 출연하였던 배윤정, 최영준이 출연하였다. 최종 1위부터 20위까지의 득표수가 상수(7494.442)의 배수인 점 등이 밝혀지면서 엠넷의 득표수 조작 논란이 드러나기도 하였다. 101명의 참가자 중 우승자는 김요한 등 11명으로, 보이 그룹 엑스원으로 데뷔하여 5년간 활동하기로 하였으나 결국에는 엑스원이 해체되며 프로젝트가 무산되었다.
- 최종 우승자: 김요한
- 준우승자: 김우석
- 3-10위: 한승우, 송형준, 조승연, 손동표, 이한결, 남도현, 차준호, 강민희
- X: 이은상

## 같이 보기
- 대한민국의 아이돌
- 소년24 (2016)
- 아이돌학교 (2017)
- 아이돌 리부팅 프로젝트 더 유닛 (2017)
- LOUD (2021, KBS2)
- 믹스나인 (2017, JTBC)
- 언더나인틴 (2018, MBC)
- Girls Planet 999 (2021)